# Loxobates
Loxobates là một chi nhện trong họ Thomisidae.